# Armando Álvares Penteado
Armando Álvares Penteado (Santa Cruz das Palmeiras, 31 de outubro de 1884 – São Paulo, 27 de janeiro de 1947) foi um grande cafeicultor, empresário e mecenas brasileiro. Filho de Antonio Álvares Leite Penteado e de Ana Franco de Lacerda (filha dos Barões de Araras), descendia por seu pai de João Correia Penteado (1666–1739) e Isabel Pais de Barros (1673–1753).
Foi casado com Annie Alwis, natural de Nice, na França, porem o casal não deixou descendência. Doou parte de sua fortuna para a formação da Fundação Armando Álvares Penteado, que leva o seu nome, FAAP.
Foi parte de uma das discussões mais interessantes no ramo de direito empresarial, mais especificamente, o tema pertinente ao restabelecimento do alienante de um fundo de comércio, que ganhou relevo a partir de uma questão judicial envolvendo a Companhia Nacional de Tecidos de Juta, de um lado, como autora, e, do outro, o Conde Álvares Penteado e a Companhia Paulista de Aniagem, aforada em São Paulo, no ano de 1913.
Os advogados das partes, por si sós, já garantiam a excelência dos debates, pois a ação foi patrocinada por José Xavier Carvalho de Mendonça, sendo que Rui Barbosa assumiu a defesa dos réus junto ao Pretório Excelso.
À época, o Conde Álvares Penteado havia constituído a Companhia Nacional de Tecidos de Juta, proprietária da Fábrica de Juta Santana, transferindo, em seguida, o fundo de comércio. Cerca de um ano depois, o Conde fundou nova fábrica no mesmo bairro em que funcionava a anterior. Assim, sob o argumento de que a venda do estabelecimento comercial importava em considerar implícita a transferência da clientela, a ação foi promovida requerendo a condenação em indenização.
A defesa concentrou-se na tese de que a renúncia ao direito ao exercício de certo ramo de negócio teria que ser expressa, o que não ocorrera, restando vencedora, em sede de embargos, no Supremo Tribunal Federal.
Por fim, o STF acabou por adotar a tese de Rui Barbosa. Entretanto, atualmente, há disposição legal expressa (art. 1147, do Código Civil), adotando a tese de "Carvalhinho", isto é, adota-se a cláusula implícita de não restabelecimento, pelo prazo de cinco anos, a contar da assinatura do contrato.
Em seu livro "A capital da vertigem", o jornalista Roberto Pompeu de Toledo conta como os Penteados construíram sua fortuna em tempos difíceis para o operariado brasileiro, no início da industrialização do país no começo do século XX: "Nas fábricas de tecidos, as mais bem equipadas e com maior número de operários, trabalhava-se em ambientes mal ventilados, sob o infernal barulho das máquinas e a vigilância severa de mestres e contramestres. Controlavam-se as conversas e as idas ao banheiro. Na fábrica Santana, de Antônio Álvares Penteado, em 1902, cobravam-se 200 réis por cada uso do sanitário; sua revogação foi uma das reivindicações de um movimento então deflagrado pelos trabalhadores".